# Kurt von der Chevallerie
Pour les articles homonymes, voir Chevallerie.
Kurt Wilhelm Gustav Erdmann von der Chevallerie (23 décembre 1891 à Berlin ; † après le 18 avril 1945), est un général d'infanterie allemand au sein de la Heer dans la Wehrmacht durant la Seconde Guerre mondiale.
Il a été récipiendaire de la croix de chevalier de la croix de fer avec feuilles de chêne. La croix de chevalier de la croix de fer et son grade supérieur, les  feuilles de chêne, sont attribués pour récompenser un acte d'une extrême bravoure sur le champ de bataille ou un commandement militaire accompli avec succès.

## Biographie
Issu de la famille de la Chevallerie, Chevallerie s’enrôle en 1910 dans l'armée impériale. En 1911, il est affecté dans le 5e régiment de grenadiers de la Garde, en tant que sous-lieutenant. Il y reste durant toute la Première Guerre mondiale.
À la fin de la guerre, il poursuit sa carrière militaire. En 1928, il travaille au ministère de la Défense en tant que capitaine. Il rejoint ensuite le 4e régiment d'infanterie, d’abord comme commandant de compagnie, puis comme commandant de bataillon. Le 1er juillet 1933, il est promu au grade de lieutenant-colonel. Le 1er juillet 1935, il obtient le grade de colonel. Il commande alors le 82e régiment d'infanterie. Il est nommé responsable d’un département à l’état-major des armées, où il reste jusqu'en décembre 1939.
Lorsque la Seconde Guerre mondiale éclate, il commande la 83e division d'infanterie avec le grade de général de division (Generalmajor). Le 10 décembre 1940, il prend le commandement de la 99e Division légère. Il est promu lieutenant-général le 1er janvier 1941. Avec sa division, il prend part à la guerre contre l'Union soviétique, dans le sud de l'Ukraine. Le 23 octobre 1941, il obtient la croix de chevalier de la croix de fer.
A la fin du mois de décembre 1941, le général von der Chevallerie prend le commandement du 59e corps d'armée. Le 1er février 1942, il est promu général d'infanterie. Pour son action défensive dans la région de Kiev en novembre 1943, il reçoit les feuilles de chêne, le 19 décembre 1943.
Du 2 juin 1944 jusqu'au 5 septembre 1944, il dirige la 1re Armée en France. Durant tout l'été, il combat dans des conditions difficiles en Lorraine, notamment autour de Metz. Par la suite, il est mis à disposition du haut commandement de l'Armée (OKH), en réserve. Le 31 janvier 1945, il reprend du service. Le 18 avril 1945, il est porté disparu dans la région de Kolberg, en Poméranie.

## Décorations
- Croix de fer (1914)
  - 2e classe
  - 1re classe
- Ritterkreuz des Königlichen Hausordens von Hohenzollern avec Schwertern
- Insigne des blessés (1918) 
  - en noir
- Médaille de service de longue durée de la Wehrmacht 4e à 1re classe
- Médaille des Sudètes le 1er octobre 1938
- Agrafe de la croix de fer (1939)
  - 2e classe
  - 1re classe
- Insigne des blessés (1939) en noir
- Médaille du front de l'Est 1941–1942
- Ordre de la Couronne d'Italie
- Croix de chevalier de la croix de fer avec feuilles de chêne
  - Croix de chevalier de la croix de fer le 23 octobre 1941 en tant que Generalleutnant commandant de la 99. leichte Infanterie-Division[1]
  - 357e feuille de chêne le 19 décembre 1943 en tant que General der Infanterie et commandant du LIX. Armeekorps[2]